# Посольство Росії в Україні
Посольство Росії в Україні — офіційне дипломатичне представництво Російської Федерації в Україні (1992—2022).

## Історія дипломатичних відносин
Після проголошення незалежності Україною 24 серпня 1991 року Росія визнала державну незалежність України 5 грудня 1991 року. Дипломатичні відносини між Україною та Росією були встановлені 14 лютого 1992 року шляхом підписання Протоколу про встановлення дипломатичних відносин між Україною і Російською Федерацією. 6 серпня 1992 року Російська Федерація відкрила посольство в Києві. Після початку російського вторгнення в Україну 24 лютого 2022 року, Україна заявила про розрив дипломатичних відносин з РФ.

## Будівля посольства
Будівля посольства, що розташовувалася на Повітрофлотському проспекті, 27 є триповерховою спорудою загальною площею 1779 кв. м.

## Посли Росії в Україні
| N    | Країна | Посол                           | Російською                     | Зображення | Інформація                                 |
| ---- | ------ | ------------------------------- | ------------------------------ | ---------- | ------------------------------------------ |
| 1    | Росія  | Смоляков Леонід Якович          | Смоляков Леонид Яковлевич      |            | (1991—1996) посол                          |
| 2    | Росія  | Дубінін Юрій Володимирович      | Дубинин Юрий Владимирович      |            | (1996—1999) посол                          |
| 3    | Росія  | Абоїмов Іван Павлович           | Абоимов Иван Павлович          |            | (1999—2001) посол                          |
| 4    | Росія  | Черномирдін Віктор Степанович   | Черномырдин Виктор Степанович  |            | (2001—2009) посол                          |
| т.п. | Росія  | Лоскутов Всеволод Володимирович | Лоскутов Всеволод Владимирович |            | (2009) тимчасовий повірений                |
| 5    | Росія  | Зурабов Михайло Юрійович        | Зурабов Михаил Юрьевич         |            | (2009–02.2014) посол                       |
| т.п. | Росія  | Воробйов Андрій Володимирович   | Воробьев Андрей Владимирович   |            | (02.2014-06.2014) тимчасовий повірений     |
| 6    | Росія  | Зурабов Михайло Юрійович        | Зурабов Михаил Юрьевич         |            | (06.2014-07.2016) посол                    |
| т.п. | Росія  | Торопов Сергій Львович          | Торопов Сергей Львович         |            | (07.2016-2016) тимчасовий повірений        |
| т.п. | Росія  | Лукашик Олександр Петрович      | Лукашик Александр Петрович     |            | (2016—2022) тимчасовий повірений           |
| т.п. | Росія  | Жеглов Володимир Юрійович       | Жеглов Владимир Юрьевич        |            | (10.2.2022—24.2.2022) тимчасовий повірений |

## Дипломатичний склад посольства
- Радник-посланник Посольства Росії в Україні
- Старший радник
- Військовий аташе
- Військово-морський аташе
- Радник з питань культури
- Радник
- Радник, представник федеральної митної служби Росії
- Радник, з питань преси та інформації
- Радник з питань економічної політики
- Перший секретар Посольства
- Перший секретар, Представник Федеральної служби Росії з контролю за обігом наркотиків
- Другий секретар
- Третій секретар
- Третій секретар з питань протоколу
- Аташе
- Аташе, пресс-секретар

## Консульський відділ
- Старший радник, завідувач Консульським відділом
- Перший секретар, заступник завідувача Консульського відділу
- Перший секретар
- Другий секретар
- Третій секретар

## Генеральні консульства Росії в Україні
- Консульський відділ посольства Росії у Києві
- Генеральне консульство Росії у Львові

1. Солоцінський Володимир Дмитрович, генеральний консул (1997—2000)
2. Мясоєдов Микола Михайлович, генеральний консул (2000—2003)
3. Чуплигін Олександр Васильович, генеральний консул (2003—2005)
4. Гузеєв Євген Федорович, генеральний консул (2005—2011)
5. Астахов Олег Юрійович, генеральний консул (2011—2019)

- Генеральне консульство Росії у Харкові

1. Сафонов Геннадій Васильович, генеральний консул (1999—2001)
2. Корсун Анатолій Миколайович, генеральний консул (2001—2004)
3. Яковлєв Андрій Ігорович, генеральний консул (2004—2007)
4. Філіпп Всеволод Іванович, генеральний консул (2007—2012)
5. Семенов Сергій Олексійович, генеральний консул (2012—2017)

- Генеральне консульство Росії в Одесі

1. Бек Михайло Михайлович, генеральний консул (1918)
2. Соболєв Михайло Аркадійович, генеральний консул (1999—2002)
3. Довженок Фелікс Кіндратович, генеральний консул (2002—2006)
4. Грачов Олександр Григорович, генеральний консул (2006—2011)
5. Антонов Юрій Олександрович, генеральний консул (2011—2014)
6. Шибеко Валерій Геннадійович, в.о. генерального консула (2014—2015)[11]
7. Катункін Валерій Анатолійович, в.о. генерального консула (2015—2016)
8. Шульцев Євген Олексійович, в.о. генерального консула (2016—2018)

- Генеральне консульство Росії у Сімферополі

1. Свірідов Олексій Григорович, генеральний консул (1999—2003)
2. Ніколаєв Олександр Олексійович, генеральний консул (2003—2008)
3. Астахов Ігор Олександрович, генеральний консул (2008—2010)
4. Андрєєв Володимир Вадимович, генеральний консул (2010—2013)
5. Світличний В'ячеслав Леонідович, генеральний консул (2013—2014)

## Консульства РРФСР в Українській Державі
В Україні діяли Генеральні консульства РРФСР, яке очолювали в Києві консул Кржемінський Казимир Олександрович (07.1918-10.1918), в містах Одеса консул Бек Михайло Михайлович (15.08.1918-10.1918) та Харків консул Гопнер Давид Юліанович (11.09.1918 — 10.1918). Консульство у Києві розташовувалось в готелі «Марсель» на Бібіковському бульварі.

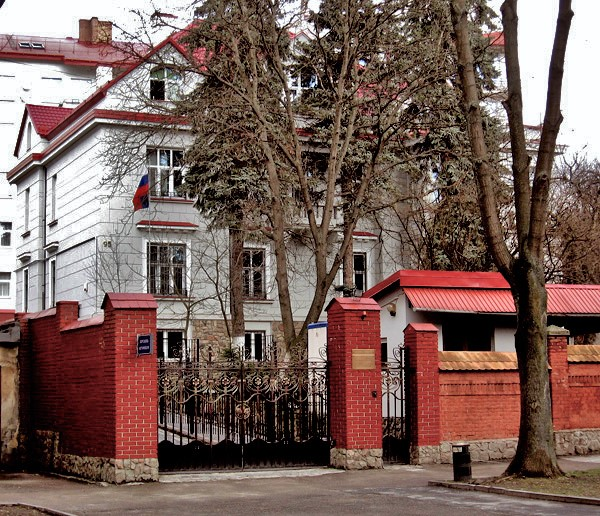
Консульство Росії у Львові
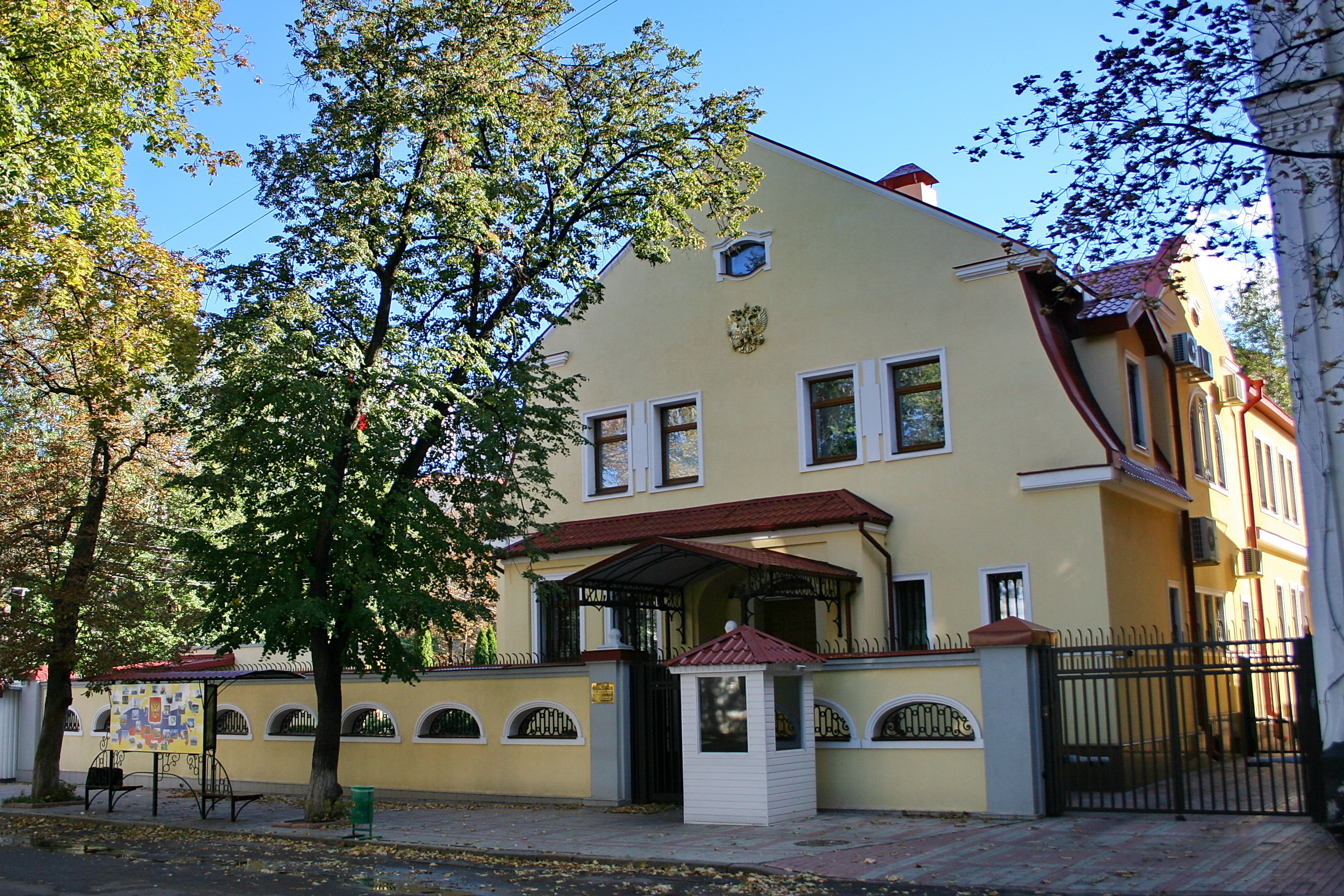
Консульство Росії у Харкові
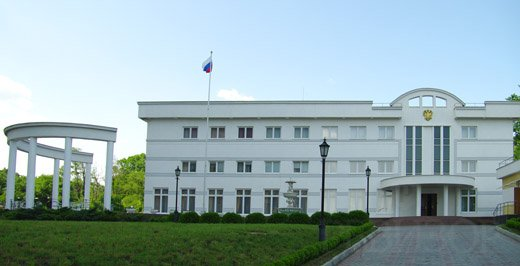
Консульство Росії в Одесі
Консульство Росії в Сімферополі (після початку тимчасової анексії Криму не працює)

## Події
30 квітня 2014 року — в результаті успішно проведеної контррозвідувальної операції Службою безпеки України було затримано, військово-морського аташе російського посольства, на місці вчинення ним агентурної акції. Військово-морського аташе посольства РФ в Україні оголошено «персоною нон ґрата» у зв'язку з його діяльністю, несумісною з дипломатичним статусом.
14 червня 2014 року — протестувальники пікетували Посольство Росії в Україні, в зв'язку із російською підтримкою терористів на Луганщині. Самооборона Майдану заявила, що намагання штурму будівлі посольства РФ вигідне тільки ворогам України, які зможуть використати ці події проти інтересів українського народу. Проте, провокатори використали обурення учасників акції протесту біля посольства Росії в Україні для дій, які не відповідають нормам дипломатиних відносин і захисту дипломатичних установ, а саме зірвали російський прапор, розтрощили кілька автомобілів російських дипломатів, закидали будівлю яйцями і фарбою. Частину нападників булу затримано, вжиті заходи для відновлення безпеки диппредставництва.
01 лютого 2015 року — біля будівлі посольства Росії в Києві група активістів установила 30 пам'ятних хрестів з іменами загиблих під час обстрілу Маріуполя, та написом: «Убитий російськими окупантами».
28 лютого 2015 року — в пам'ять про убитого напередодні ввечері в Москві, російського опозиціонера Бориса Нємцова, кияни поклали квіти до будівлі посольства Росії в Україні.
29 липня 2016 року — комітет російської Держдуми з міжнародних справ в закритому режимі ухвалив рішення про призначення Михайла Бабича послом в Україні. Москва запросила у Києва попередню згоду (агреман) на призначення Михайла Бабича новим послом РФ в Україні. Міністерство закордонних справ України заявило, що призначення нового посла Росії в Україні знято з порядку денного, та до звільнення окупованих територій України Росією, розглядатися не буде.
16 вересня 2016 року — у ніч на 17 вересня 2016 року група з 20 невідомих осіб у масках-балаклавах обстріляла будівлю посольства Російської Федерації в Києві з салютних установок і закидала його петардами. У той же час 2 невідомих чоловіка розгорнули плакат із написом "Русские свиньи, вам здесь не рады! Сегодня — фейерверк, а завтра будут «Грады!». Будівля посольства значних пошкоджень не отримало, а невідомі нападники розбіглися.
18 вересня 2016 року — в Києві біля будівлі посольства РФ в Україні відбулися сутички між поліцією і протестувальниками, які блокували вхід до будівлі. Люди під посольством протестували проти проведення виборів у Державну думу РФ в Криму. Протестуючі під керівництвом колишнього народного депутата України, а нині депутата Київської міської ради Ігоря Мірошниченка зробили спробу знести паркан. Посольство було оточено правоохоронцями, що не дозволяли учасникам акції проникнути на його територію.
26 березня 2018 року — під посольство Російської Федерації у Києві кияни поклали букети квітів та дитячі іграшки, висловлюючи співчуття жертвам трагедії у Кемерові.
24 лютого 2022 року — Україна розірвала дипломатичні стосунки з Росією, після початку повномаштабного вторгнення рашистських військ в Україну.

## Кампанія за передачу будівлі посольства громаді
У серпні 2023 року була ініційована пропозиція про перетворення будівлі російського посольства в Києві, яка не виконує свої функції через припинення дипломатичних відносин між Україною і РФ, на громадський центр.
У березні 2024 року було запропоновано здійснити націоналізацію адмінбудівлі, яка належала російському посольству та передати її для використання в освітніх потребах Політехнічному ліцею Національного технічного університету України «Київський політехнічний інститут».